# رجوزة (الجوف)

تعديل مصدري - تعديل

رجوزة هي مدينة ومركز مديرية رجوزة بمحافظة الجوف اليمنية، بلغ تعداد سكانها 1963 نسمة حسب الإحصاء الذي أجري عام 2004.